# Дом культуры имени Дзержинского
Дом культуры имени Дзержинского в Самаре — здание на пересечении улиц Пионерской и Степана Разина (адрес — улица Степана Разина, 46).
Построено в 1930—1932 гг. по проекту архитекторов Леонида Волкова и Николая Телицына (проектная контора «Промстрой» города Самары) в стиле конструктивиззма. Изначально Дом культуры планировался как часть комплекса зданий ОГПУ, в который входили жилые дома, поликлиника и ныне не существующее здание УВД.

## Архитектурные особенности
По замыслу архитекторов, основной объём здания составлял шестиэтажный цилиндр с открытыми прогулочными галереями, выходящими на перекрёсток улиц. По бокам от цилиндра разместились два лестнично-лифтовых блока. Главным внутренним планировочным элементом здания стал зрительный зал на 600 мест, расположенный под 45 градусов к направлению улиц. Вход в здание — сбоку за лестнично-лифтовым блоком со стороны улицы Степана Разина. Помещения спортивного блока спроектированы с учётом рельефа местности и спускаются каскадом по ул. Пионерской в сторону реки Волги.
Первоначально интерьеры здания были отделаны деревом, гранитом и мрамором. В ходе последующих реконструкций первоначальные интерьеры были изменены.

## Культурное значение
Клуб Дзержинского играл заметную роль в общественной жизни Куйбышева в 1940—1950-е годы, первый в городе профессиональный джаз-оркестр появился именно здесь. В годы Великой Отечественной войны, когда Куйбышев был «запасной столицей», в клубе им. Дзержинского выступали солисты эвакуированных в город театров, в том числе Большого: А. П. Иванов, Ф. П. Федотов, А. И. Батурин, Б. Я. Златогорова, М. Д. Михайлов, В. В. Кригер. В клубе проходили собрания, митинги и тому подобные мероприятия, концерты к памятным и праздничным датам НКВД, МВД.
3 июня 1962 года в клубе состоялось официальное открытие Городского молодёжного клуба (ГМК-62).
В свой первый приезд в Куйбышев, в мае 1967 года, здесь выступил Владимир Высоцкий. 
В сентябре 1971 года в ДК им. Дзержинского был открыт «Зал боевой славы милиции». В настоящее время в здании размещается Культурный центр ГУВД Самарской области Концертный зал «Дзержинка».